# Tityus festae
Espèce
Tityus festae est une espèce de scorpions de la famille des Buthidae.

## Distribution
Cette espèce se rencontre au Panama et en Colombie.

## Description
Le tronc de la femelle holotype mesure 27 mm et la queue 55 mm.

## Étymologie
Cette espèce est nommée en l'honneur d'Enrico Festa (1868–1939).

## Publication originale
- Borelli, 1899 : « Scorpioni raccolti nel Darien dal Dott. E. Festa. » Bollettino dei Musei di zoologia ed anatomia comparata della R. Università di Torino, vol. 14, no 338, p. 1-3 (texte intégral).